# John Tyrrell
John Tyrrell (Salisbury, 17 agosto 1942 – Cardiff, 4 ottobre 2018) è stato un musicologo britannico, studioso della musica ceca, in particolare della biografia di Leoš Janáček. È stato redattore della seconda edizione di The New Grove Dictionary of Music and Musicians.

## Biografia
Nato a Salisbury, nella Rhodesia Meridionale (ora Harare, Zimbabwe), ha studiato nelle università di Città del Capo, Oxford e Brno. È stato docente di musica all'Università di Nottingham (1976), diventando Lettore in Opera Studies (1987) e Professore (1996).
Dal 1996 al 2000 è stato redattore esecutivo della seconda edizione di The New Grove Dictionary of Music and Musicians (2001). Dal 2000 al 2008 è stato professore di ricerca presso l'Università di Cardiff.
Ha pubblicato diversi libri su Leoš Janáček, tra cui una biografia autorevole e decisamente definitiva in due volumi.
Morì nel 2018 all'età di 76 anni.

## Scritti

### Articoli
- John Tyrrell, From Rubinstein to Rebikov: influences of Russian composers on Janáček, in Muzikološki zbornik, 51(2), 2015,  pp. 99-118.
- John Tyrrell, Why did Act 1 of From the House of the Dead end with the Skuratov theme?, in Musicologica brunensia, vol. 48, 2013,  pp. 108-114.
- John Tyrrell, Janáček editions at 2010: a personal overview, in Brio, 47(2), 2010,  pp. 19-35.
- John Tyrrell, Janáček, religion and belief, in Musicologica brunensia, 44(1–2), 2009,  pp. 209-216.
- John Tyrrell, Janáček a ‘vojensky motiv’ v Salome [Janacek and the military motif in Salome], in Opus musicum, 40(5), 2008,  pp. 4-7.
- John Tyrrell, Janáček and Modernism, in Sborník Filozofické fakulty brněnské univerzity, H41, 2006,  pp. 225-230.
- John Tyrrell, Genre in Janáček’s operas, in Muzikoloski zbornik, xlii(1), 2006,  pp. 139-146.
- John Tyrrell, Konvence v Janáčkových operách [Conventions in Janáček’s operas], in Opus musicum, vol. 36, 2004,  pp. 1-7.
- John Tyrrell, Janáček and programme music, in Ad Parnassum, 2(3), 2004,  pp. 61-102.
- John Tyrrell, Prozódie a “českost” v české opeře [Wordsetting and ‘Czechness’ in Czech opera], in Hudební věda, vol. 26, 1989,  pp. 299-331.
- John Tyrrell, Janáček and the speech–melody myth’, in The Musical Times, vol. 111, 1970,  pp. 793-796.
- John Tyrrell, O připojování slova k hudbě v Janáčkových operách [Attaching words to music in Janáček’s operas], in Opus musicum, vol. 1, 1969,  pp. 227-232.
- John Tyrrell, Mr Brouček’s Excursion to the Moon, in Časopis Moravského muzea, 53–54, 1968–9,  pp. 89-122.
- John Tyrrell, The musical prehistory of Janáček’s Počátek románu and its importance in shaping the composer’s dramatic style, in Časopis Moravského muzea, 52 (1967), 1967,  pp. 245-70.

### Libri
- N. Simeone and Tyrrell, J, Charles Mackerras, Woodbridge, Boydell Press, 2015.
- Tyrrell, J, Janáček: Years of a life, 2 (1914–1928) Tsar of the forests, Londra, Faber and Faber, 2007.
- Tyrrell, J, Janáček: Years of a life, 1 (1854–1914) The lonely blackbird, Londra, Faber and Faber, 2006.
- Sadie, S. e Tyrrell, J, The new Grove dictionary of music and musicians, revised edition, Londra, Macmillan, 2001.
- Tyrrell, J. ed. e trad., Zdenka Janáčková: My life with Janáček, Londra, Faber and Faber, 1998.
- Simeone, N., Tyrrell J. e Němcová, A., Janáček’s works: a catalogue of the music and writings of Leoš Janáček, Oxford, Clarendon Press, 1997.
- Tyrrell, J. ed. e trad., Intimate letters: Leoš Janáček to Kamila Stösslová, Londra, Faber and Faber, 1994.
- Tyrrell, J, Janáček’s Operas: a documentary account, Londra, Faber and Faber; Princeton, NJ: Princeton University Press, 1992.
- Tyrrell, J, Česká opera. trans. M. Čejka, Brno, Opus musicum, 1992.
- Tyrrell, J, Czech opera, National Traditions of Opera, ed. John Warrack, Cambridge, Cambridge University Press, 1988.
- Tyrrell, J, Leoš Janáček: Káťa Kabanová. Cambridge Opera Handbooks, Cambridge, Cambridge University Press, 1982.
- Tyrrell, J. e Wise, R., A guide to international congress reports in musicology 1900–1975, Londra, Macmillan and New York: Garland, 1982.

### Sezioni di libri
- John Tyrrell, ‘Blázinec na jevišti: Janáček a balet’ [A madhouse on stage: Janáček and ballet], Steinmetz, K. and Kozel, D. and others, eds. Janáčkiana 2014: Sborník z 32. ročníku mezinárodní muzikologické konference Janáčkiana 2014, konané v Ostravě ve dnech 29.–30. května 2014, Ostrava, Ostravská univerzita, 2015,  pp. 31-38.
- John Tyrrell, Janáček au Royaume-Uni, Colombe, J.  Janáček en France: de l’indifférance à la reconnaissance, Clichy, Bleue, 2014,  pp. 478-484.
- John Tyrrell, What went wrong with Makropulos?, Banoun, B., Stránská, L. and Velly, J.-J. Leoš Janáček: Création et culture européenne: Actes du colloque international Paris, Sorbonne, 3–5 avril 2008, Paris, L’Harmattan, 2011,  pp. 121-134.
- John Tyrrell, Janáček and melodrama., Hibberd, S. ed.  Melodramatic Voices: Understanding Music Drama, Farnam, Ashgate, 2011,  pp. 121-36.
- John Tyrrell, Janáček, Nejedlý and the future of Czech national opera, Cowgill, R., Cooper, D. and Brown, C. eds. Art and Ideology in European Opera: Essays in Honour of Julian Rushton, Woodbridge, Boydell & Brewer, 2010,  pp. 103-21.
- John Tyrrell, La tristesse des dernières années: tragicomédie et sagesse acquise dans La petite renard rusée, Frippiat, M. ed. La petite renarde rusée:, L’avant-scène Opéra, no. 252, 2009,  pp. 81-5.
- John Tyrrell, How Janáček composed operas, Michael, B. ed. Janáček and his world, Princeton and Oxford, Princeton University Press, 2003,  pp. 55-78.
- John Tyrrell, Janáček and the leitmotif, A přec je v hudbě jen jedna pravda...: Sborník referátů z konference ke 150. výročí narození Leoše Janáčka, Brno, JAMU, 2003,  pp. 19-32.
- John Tyrrell, Janáček’s concept of recitative, Beckerman, M. and Bauer, G. eds. Leoš Janáček and Czech Music: Proceedings of the International Converence (St Louis, Missouri 1988), New York, Pendragon Press, 1995,  pp. 3-19.
- John Tyrrell, Russian, Czech, Polish and Hungarian opera to 1900, In Parker, R. ed. The Oxford Illustrated History of Opera, Oxford, Oxford University Press, 1994,  pp. 237-278.
- John Tyrrell, The cathartic slow waltz and other finale conventions in Janáček’s operas, Fortune, N. ed.  Essays on Drama and Music in Honour of Winton Dean, Cambridge, Cambridge University Press, 1988,  pp. 333-352.

### Edizioni critiche
- Tyrrell, J., Leoš Janáček: Z mrtvého domu full score and piano-vocal score, ed. 2017, Vienna, Universal Edition.
- Mackerras, C. e Tyrrell, J., Leoš Janáček: Jenůfa, Její pastorkyňa, ed. 2000, Vienna, Universal Edition.
- Mackerras, C. e Tyrrell, J., Leoš Janáček: Jenůfa, Její pastorkyňa, ed. 1996, Vienna, Universal Edition.